# Исмаэль-Кортинас
Исмаэль-Кортинас (исп. Ismael Cortinas) — небольшой город в юго-западной части Уругвая, в департаменте Флорес.

## География
Расположен на крайнем юго-западе департамента, на пересечении автомобильных дорог № 23 и № 12, на границе с департаментами Сорьяно, Колония и Сан-Хосе. Недалеко от города протекает река Арройо-Гранде.

## История
18 октября 1950 года получил статус села (Pueblo), а 15 ноября 1963 года — статус малого города (Villa).

## Население
Население по данным на 2011 год составляет 918 человек.
| Год  | Население |
| ---- | --------- |
| 1963 | 558       |
| 1975 | 580       |
| 1985 | 938       |
| 1996 | 1036      |
| 2004 | 1069      |
| 2011 | 918       |

Источник: Instituto Nacional de Estadística de Uruguay